# Osek (Hradec Králové)
Osek é uma comuna checa localizada na região de Hradec Králové, distrito de Jičín‎.